# Agalma elegans
Agalma elegans is een hydroïdpoliep uit de familie Agalmatidae. De poliep komt uit het geslacht Agalma. Agalma elegans werd in 1846 voor het eerst wetenschappelijk beschreven door Sars. 